# Hedera azorica
Hedera azorica là một loài thực vật có hoa trong Họ Cuồng cuồng. Loài này được Carrière mô tả khoa học đầu tiên năm 1890.